# François-Anne David
François-Anne David, né en 1741 à Paris et mort le 2 avril 1824 dans la même ville, est un graveur à l'eau-forte et au burin, ainsi qu'un éditeur d'estampes français.

## Biographie
François-Anne David est né en 1741 à Paris. Il est élève de Jacques-Philippe Le Bas. D'après une note extraite des Procès-Verbaux de l'Académie de peinture, le 26 janvier 1765 il est banni pendant six mois pour s'être comporté « irrévéremment » et avoir « troublé la tranquillité de l'école ».
Il dessine, grave et publie Le Museum de Florence ou Collection des pierres gravées, statues, médailles et peintures, qui se trouvent à Florence, principalement dans le Cabinet du Grand Duc de Toscane, avec des notices rédigées par François-Valentin Mulot (Paris, 1787, 1788 et 1801). Il est à cette époque graveur de Monsieur, frère du roi. L'ensemble comprend une centaine de gravures au trait dans un style marqué par le néo-classicisme, cependant, David qui réside d'abord rue des Noyers (1781), puis rue des Cordeliers, et enfin rue Pierre-Sarrazin, ne sera pas l'éditeur des peintures traduites en gravures, projet repris par une société d'artistes en 1789.
Son travail apparait au Salon de 1802 à 1819. Il est membre des académies de Rouen et de Berlin. Il meurt le 2 avril 1824 dans sa ville natale.

## Œuvre

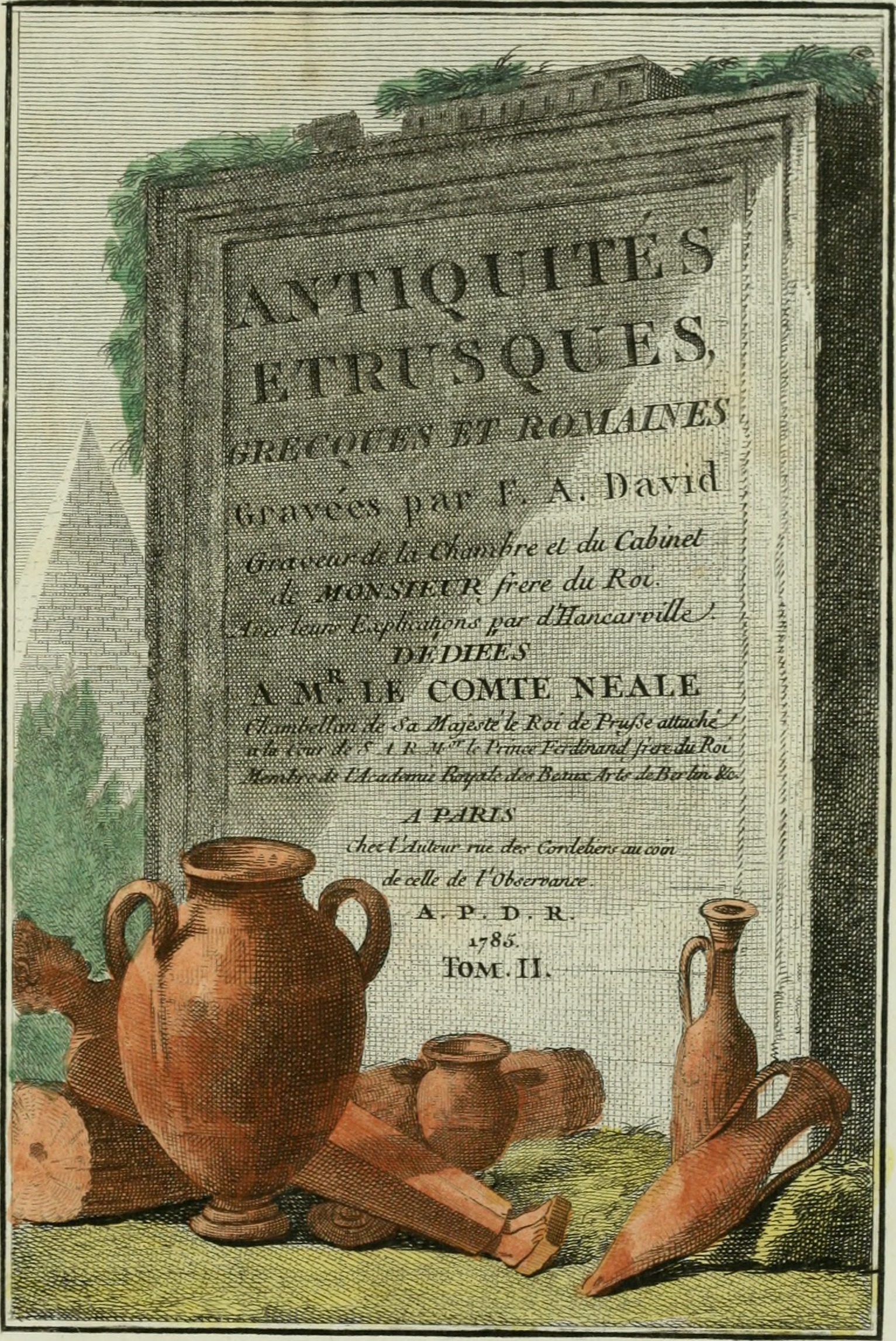
Page de titre rehaussée à la main des Antiquités étrusques, grecques et romaines (1787), recueil gravé et édité par David.

- Le portrait de Caspar Netscher avec son épouse et son fils, gravé en 1772, est une estampe largement traitée[1].
- La Liseuse et le Buveur (1772-1773), exécutés d'après Gabriel Metzu pour la Galerie de Lebrun[1].
- Le Marché aux Herbes d'Amsterdam, du même (1774) planche dédiée à Barthélémy-Augustin Blondel d'Azaincourt (1719-1794), est, selon Beraldi, d'une lumière bien distribuée et d'une bonne facture[1].
- Adam et Ève au Paradis (1779), d'après Jean-Baptiste Santerre[5].
- L'Heureux Désordre, d'après Tischbein, est, selon Beraldi, une estampe médiocre[6].

Sans doute alléché par le succès des Port de France, il aurait aussi publié des estampes d'après Claude Joseph Vernet, estampes qui, nous apprend Le Journal de Paris du 6 mars 1780, donnèrent lieu à une contestation.
- Le Couronnement d'épines[8]
- Sancta Caecilia [8] (Musée de Grenoble)
- Thésée domptant le taureau de Maarathon[8]
- Le Triomphe de la République française[8]
- La Bataille d'Austerlitz[8]
- Le Triomphe de Napoléon[8]
- La Bonne Mère[8]
- Marchand d'Orviétan[8]
- Angleterre ; Charles I et sa famille[8]
- France ; Louis XVIII[8]
- Mulot Docteur en Theologie de la F. de P.[8]
- Le Triomphe de la République française[8]
- Le Chasseur hollandais[8]
- La Liseuse hollandaise[8]

- Illustrations de son ouvrage Histoire d'Angleterre : représentées par figures accompagnées d'un précis historique, publié en 1800 [lire en ligne].

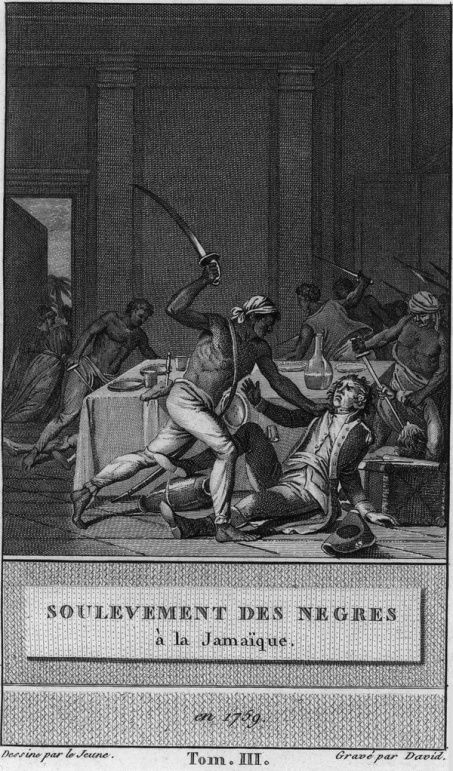
Révolte d'esclaves à la Jamaïque, illustration extraite d’Histoire d'Angleterre : représentées par figures accompagnées d'un précis historique, 1800.
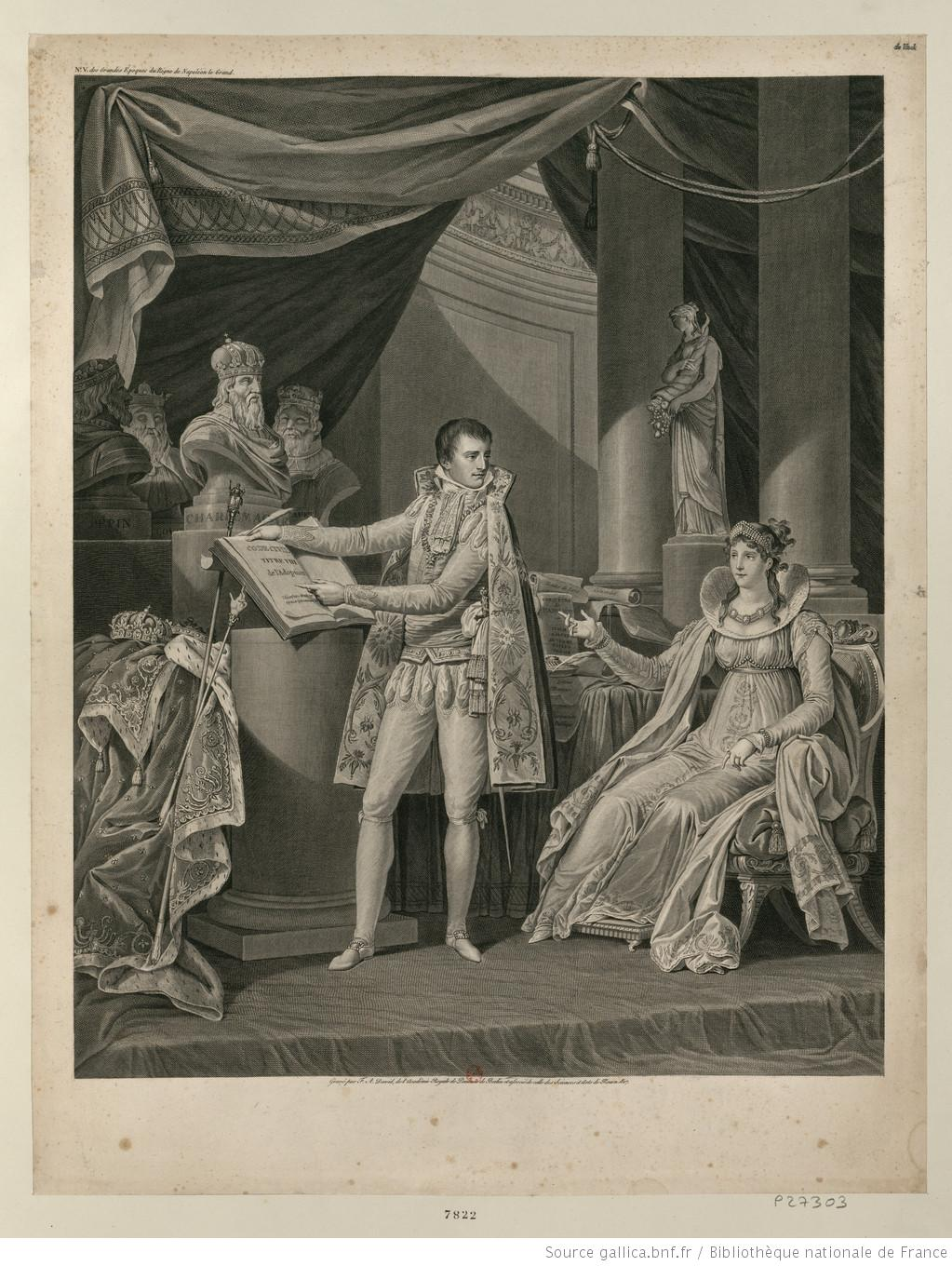
Napoléon Bonaparte présentant le code civil à l'impératrice Joséphine, 1807.